# Grzegorz Piramowicz

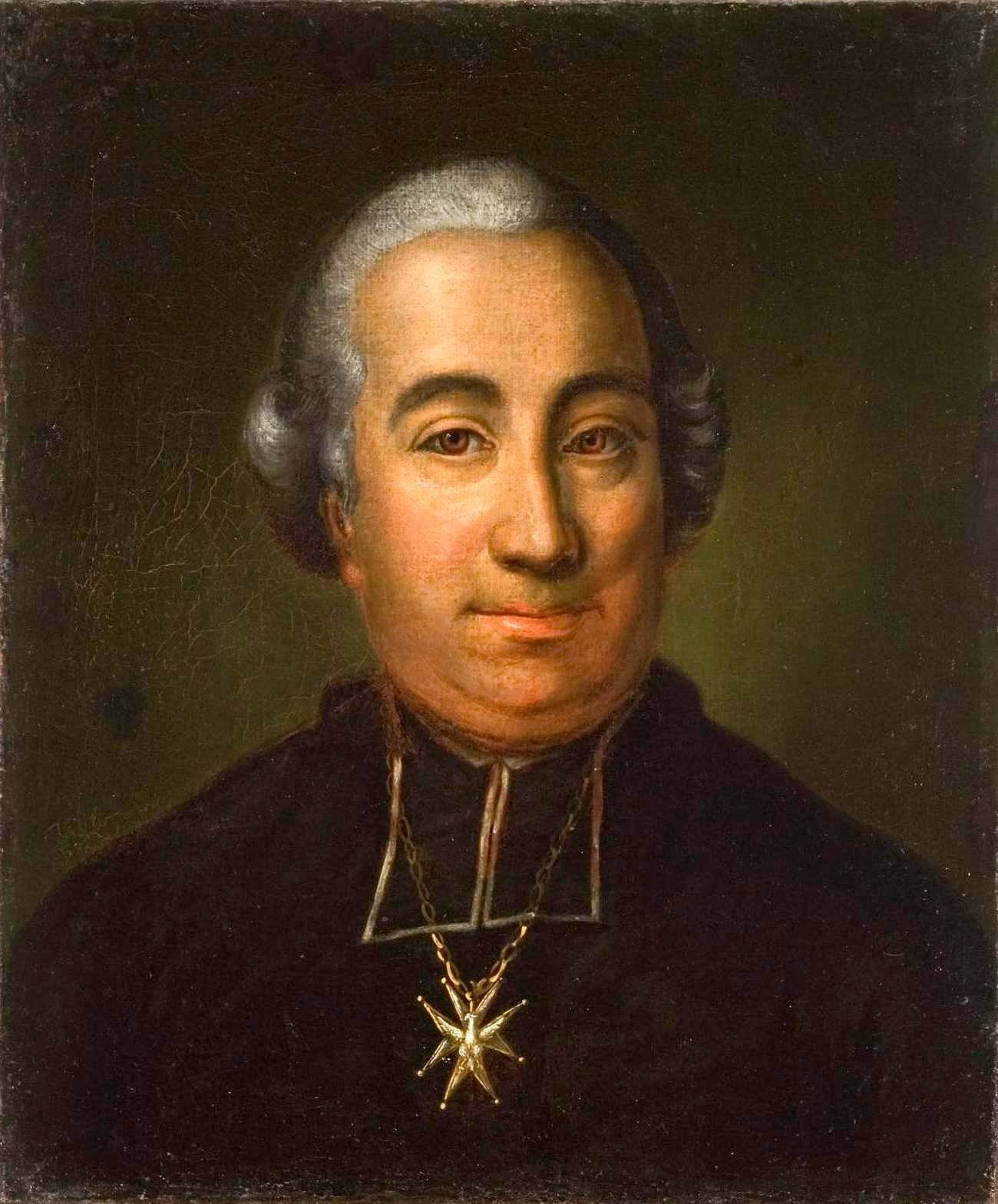
Gemälde eines unbekannten Malers, vor 1797

Grzegorz Piramowicz (* 1735 in Lemberg, Polen-Litauen; † 1801 in Międzyrzec Podlaski, Österreich) war ein polnischer Jesuit sowie Schriftsteller, Dichter, Rhetoriker, Prediger, Pädagoge und Philosoph der Aufklärung.

## Leben
Piramowicz entstammte dem armenischen Bürgertum von Lemberg. Seine Vorfahren waren Kaufleute. Er besuchte zusammen mit Ignacy Krasicki das Jesuitenkolleg Lemberg und trat 1754 in den Orden ein. Das Noviziat verbrachte er in Krakau und ging danach als Dozent nach Jurowice und Luzk. Ab 1760 studierte er Theologie in Lemberg, wo er 1764 den Doktortitel erlangte. Im gleichen Jahr wurde er Professor für Theologie am Jesuitenkolleg Krzemieniec. Nach einer Zwischenstation in Jarosław kehrte er 1767 nach Lemberg zurück. Die Jahre 1768 bis 1770 verbrachte er in Frankreich und ging danach nach Rom, wo er Ignacy Potocki kennenlernte. Danach war er Prediger in der Lemberger katholischen Kathedrale und Dozent am Jesuitenkolleg Lemberg. Von 1771 bis 1777 publizierte er in der Literaturzeitschrift Angenehme und Nützliche Spiele. Nach der Aufhebung des Jesuitenordens wurde er 1774 zunächst Pfarrer an der Marienkirche in Kurów und ab 1775 an der Kreuzkirche in Końskowola. Er war Mitglied der Kommission für nationale Bildung und Sekretär der Gesellschaft der Elementarbücher. 1791 war er Gründungsmitglied der Verfassungspartei. 1797 musste er auf Anordnung der habsburgischen Teilungsmacht nach der Dritten Polnischen Teilung beide Pfarrstellen aufgeben und sich nach Międzyrzec Podlaski zurückziehen. Ab 1800 trat er jedoch noch kurz vor seinem Tod der Warschauer Gesellschaft der Freunde der Wissenschaften bei. Er nahm regelmäßig an den Donnerstagmittagessen am Hof des polnisch-litauischen Königs Stanislaus II. August Poniatowski teil, wo er seine Lyrik vortrug.